# 比安维尔
比安维尔（法語：Bienville，法語發音：[bjɛ̃vil]）是法国瓦兹省的一个市镇，属于贡比涅区。

## 地理
比安维尔（49°26'56"N, 2°49'46"E）面积3.51 平方千米，位于法国上法蘭西大區瓦兹省，该省份为法国北部内陆省份，北起索姆省，西接厄尔省和滨海塞纳省，南至塞纳-马恩省和瓦兹河谷省，东临埃纳省。
与比安维尔接壤的市镇（或旧市镇、城区）包括：克莱鲁瓦、库丹、马尔尼莱贡比涅。

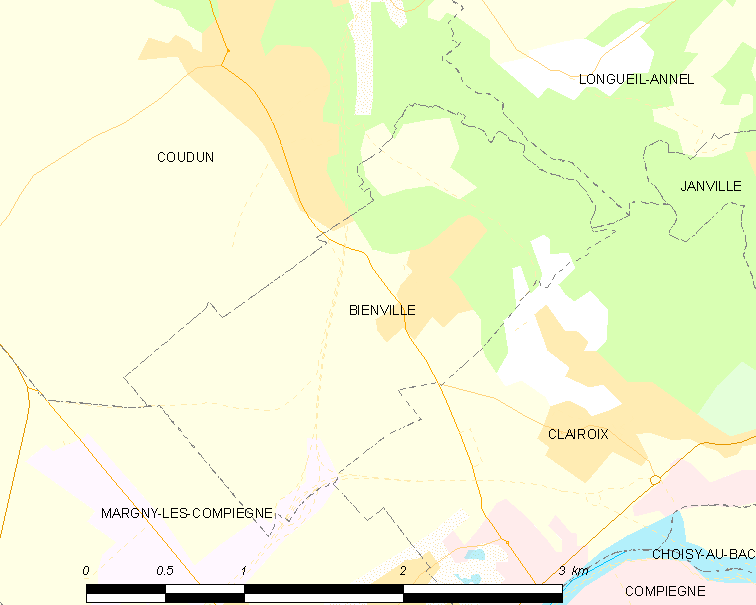
比安维尔的OSM定位图

比安维尔的时区为UTC+01:00、UTC+02:00（夏令时）。

## 行政
比安维尔的邮政编码为60280，INSEE市镇编码为60070。

## 政治
比安维尔所属的省级选区为贡比涅第一县。

## 人口

1962-2008年间比安维尔人口变化图示

比安维尔于2022年1月1日时的人口数量为489人。